# 川崎壤土邊坡破壞實驗事故
川崎壤土邊坡破壞實驗事故（日语：川崎ローム斜面崩壊実験事故），發生於1971年（昭和46年）11月11日，在日本神奈川縣川崎市的一起實驗事故，造成15人死亡、10人受傷。

## 概要
日本關東地區有多處壤土台地，經常發生坍方意外，科學技術廳為此於1969年投入5500萬日圓的經費，開始一項為期3年的研究計畫，此實驗是這個研究計畫的一環。日本政府四個省廳所屬的研究機構（科學技術廳國立防災科學技術中心、通商産業省工業技術院地質調査所、自治省消防廳消防研究所、建設省土木研究所）共同合作對於關東壤土層的台地進行邊坡破壞的綜合研究。
研究計劃選定了多個預定進行實驗的地點，在多摩區生田綠地公園的實驗預定地於1970年2月18日獲得川崎市長的許可，實驗計劃在隔年6月9日獲得承認。
這個實驗規劃在生田綠地公園一處斜角30度的坡地，在坡頂標高60至70公尺處以人工灑水的方式模擬降雨，人為製造出邊坡破壞，以收集數據。坡地底部寬約100公尺，觀測儀器、攝影機架設在離坡地底部上方50公尺、標高約49公尺之處。坡地底部標高47公尺處並設有一公尺高的防護柵欄。負責測量的小組及媒體人員則在防護柵欄後方進行測量與記錄。在正式實驗前，1971年當年的4月27-28日、7月8-9日、11月4-6日合計7日進行預灑水。

## 實驗開始與事故發生

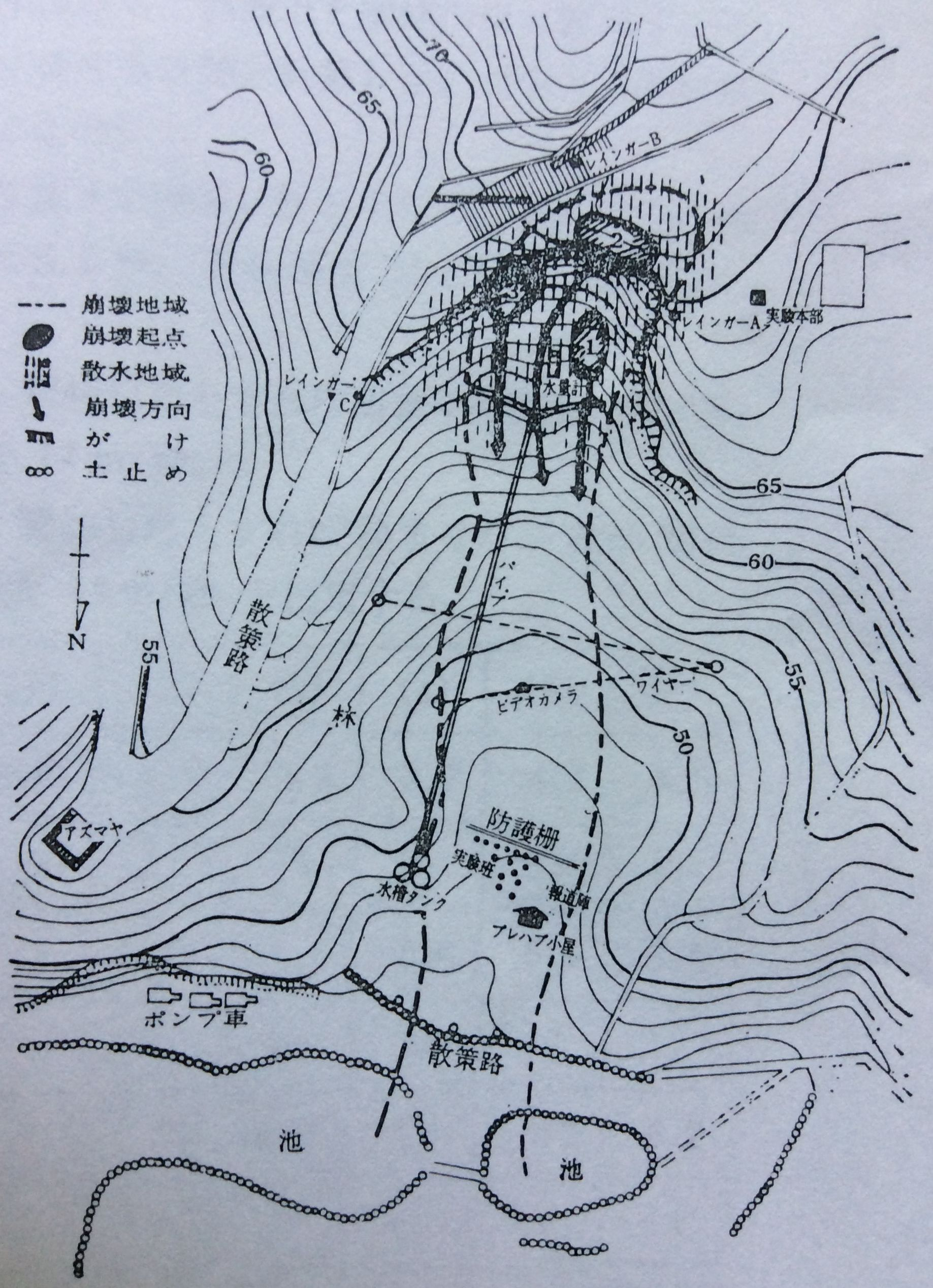
實驗現場簡圖

1971年11月9日，下午3時30分開始灑水模擬降雨。同月11日下午3時34分，灑水量已相當於降雨量470毫米，這時突然發生巨響，坡頂的棄土、壤土層本體及一部份砂礫層開始崩落，沖倒下方的防護柵欄後到坡底55米處的池塘才停止。
由於崩落速度與規模超過原先預期，現場共有25人遭活埋，其中15人死亡（11位實驗人員及4位媒體人員）、10人輕重傷。富士電視台的攝影師佐武正於被活埋身亡前拍下崩落發生的最後片段，為該電視台所播出。《讀賣新聞》於隔天刊登事故發生時的連續照片。

## 發生原因
此事故主要肇因於下列原因：
- 實驗小組與媒體人員的事前溝通連絡並不周延，包括警報與疏散場所等指示未充份傳達。
- 實驗時未連絡當地的警察與消防機關，現場人員出入管制也不徹底。
- 觀察場所的17米後方，即唯一的避難方向有池塘。
- 坍方土石流到底部所需時間短於原本預期的約5至6秒，實際上僅2至3秒。
- 實驗前的地質調查僅做了三處深三公尺的鑽探。
- 實驗前在深度約為2.3-2.7米的壤土層與黏土層之間發生龜裂。

## 事後

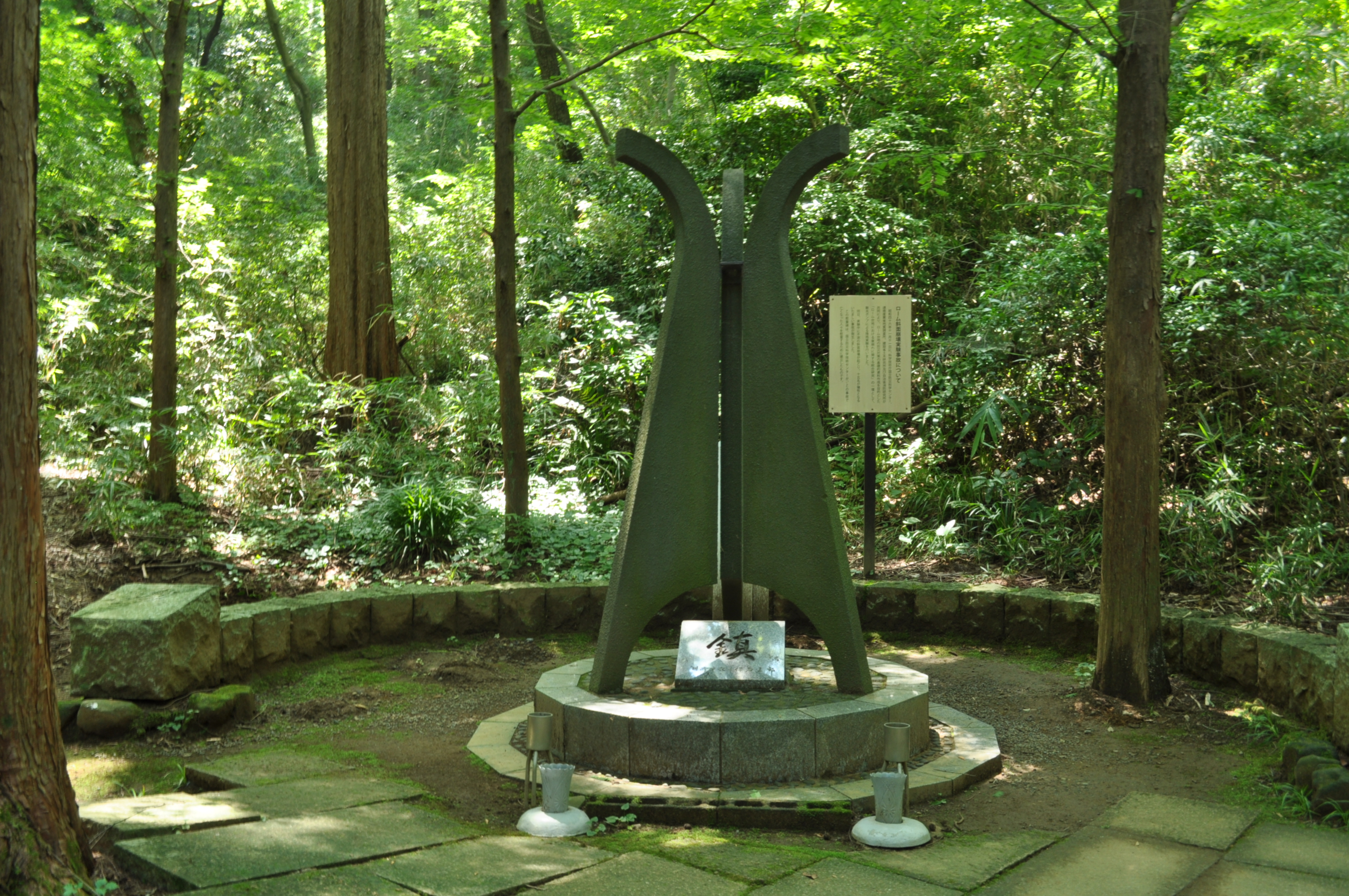
此事故的紀念碑

佐藤榮作內閣的科學技術廳長官平泉渉在事發後負政治責任，於同年11月15日請辭下台。
事故地點後來曾做為高爾夫球場，之後闢建為川崎市岡本太郎美術館，於1999年開館。在該館入口附近設有此事故的紀念碑。

## 外部連結
- 慰霊碑について（Internet  Archive）
- 予測できない自然現象（浅井恒雄） - 日本記者クラブ（Internet  Archive Cache）
- 応用地質ニュース : ローム斜面崩壊実験事故発生までの経過概要[永久]
- YouTube上的昭和46年11月 中日ニュース No.931 1「崖くずれ実験」 - 中日映画社（ぼかしのフィルターあり）